# Мохок (река)
Мохок (енгл. Mohawk River) је река која протиче кроз САД. Дуга је 240 km. Протиче кроз америчку савезну државу Њујорк. Улива се у Хадсон.